# Kameneț, Plevna
Kameneț (în bulgară Каменец) este un sat în comuna Pordim, regiunea Plevna,  Bulgaria. 

## Demografie
Componența etnică a satului Kameneț
     Bulgari (88,71%)
     Romi (1,46%)
     Nicio identificare (8,91%)
     Altele (0,9%)
La recensământul din 2011, populația satului Kameneț era de 886 locuitori. Din punct de vedere etnic, majoritatea locuitorilor (88,71%) erau bulgari, cu o minoritate de romi (1,46%). Pentru 8,91% din locuitori nu este cunoscută apartenența etnică.